# Itazura na Kiss
Itazura na Kiss (イタズラなKiss, lit. "Beijo Atrevido") é uma série de mangá shōjo escrita e ilustrada por Kaoru Tada. A obra possui 23 volumes, os quais foram lançados entre outubro de 1991 e setembro de 1999. Eles foram publicados na revista Margaret da Shueisha. O mangá não foi finalizado devido a morte inesperada da autora. Em consequência do seu sucesso, uma série de televisão baseada no mangá, também intitulada Itazura na Kiss, foi lançada em 1996. Mais tarde, uma adaptação em anime de 25 episódios foi produzida pela TMS Entertainment, sendo transmitida no Japão pela TBS entre 4 de abril e 25 de setembro de 2008. Desde então, a obra recebeu diversas adaptações para televisão, entre elas It Started With a Kiss, They Kiss Again, Playful Kiss, Mischievous Kiss: Love in Tokyo e a versão Tailandesa Kiss me.

## História
Kotoko Aihara é uma estudante do ensino médio que finalmente decide confessar o amor que sente por Naoki Irie desde da primeira vez que o viu. No entanto, Naoki, que é inteligente e bom nos esportes, ao contrário dela, rejeita a declaração. O destino intervém quando um leve terremoto destrói a casa de Kotoko e de seu pai e, sem lugar para ficarem, os dois aceitam o convite para morarem na casa do amigo de infância do pai de Kotoko até a casa ser construída de novo. Ao chegar no seu lar temporário, Kotoko se surpreende ao descobrir que um dos filhos dos donos da casa é Naoki Irie.

## Personagens
Kotoko Aihara (相原 琴子, Aihara Kotoko)
Dubladora: Nana Mizuki
A protagonista feminina. Ela é apaixonada pelo inteligente e belo Naoki Irie, desde que o viu fazendo um discurso no primeiro dia de aula do ensino médio. Após sua nova casa ser destruída por um leve terremoto, ela e seu pai se mudam para a casa de Irie. Isso ocorre porque os pais de Irie e Kotoko eram melhores amigos na escola. Assim, com o tempo, é revelado que Naoki também é apaixonado por ela. Kotoko não é muito esperta, ficando na classe F durante todo colegial e em um departamento de baixo status na sua universidade. Ela, porém, é bastante animada e, apesar de sempre acabar em apuros, Naoki sempre a salva. Depois de voltar de sua lua de mel, decide se tornar uma enfermeira.
Naoki Irie (入江 直樹, Irie Naoki)
Dublador: Daisuke Namikawa (CD drama), Daisuke Hirakawa (anime)
O protagonista masculino. Ele não tinha nenhum objetivo na sua vida, mas por causa do incentivo e dos conselhos de Kotoko, ele decide se tornar um médico. Naoki possui um QI de 200 e sempre foi o número um em todas as provas que realizou. Ele também é um ótimo cozinheiro e um excelente jogador de tênis. É casado com Kotoko.
Kinnosuke Ikezawa (池澤 金之助, Ikezawa Kinnosuke)
Dubladora: Yuki Yamada
apelidado de " Kin-chan " (キンちゃん), estava apaixonado por Kotoko Aihara até conhecer Christine Robbins . Ele nunca foi aceito em uma faculdade, então terminou seu último ano e começou a trabalhar. Kin-chan, como é chamado por seus amigos, começa a trabalhar na faculdade que Kotoko frequenta. Ele trabalha no refeitório que cuida de Kotoko e Naoki Irie (que decidiu ir para a mesma escola).
Satomi Ishikawa (石川理美, Ishikawa Satomi)
Dubladora: Risa Hayamizu
é uma das melhores amigas de Kotoko Aihara , esposa de Ryo Takamiya e mãe de Yuki Takamiya .
Jinko Komori (小森 じん子, Komori Jinko)
Dubladora: Kinoko Yamada
é um personagem coadjuvante da série. Ela é uma das melhores amigas de Kotoko Aihara e namorada de Junpei Narasaki.
Kotomi Irie
Dubladora: Tomoko Kaneda
É a filha de Naoki e Kotoko. Sua primeira aparição foi no episódio 24 do anime e não aparece no mangá. Ela herda a inteligência de Naoki, mas possui a personalidade de Kotoko.
Yuuki Irie (入江 裕樹, Irie Yuki)
Dublador: Mayumi Tanaka (CD drama), Romi Park (anime)
É o irmão mais novo de Naoki. No começo, não gostava de Kotoko, mas aprendeu a aceitá-la por quem é. Mesmo assim, esconde esse fato, por continuar a provocando. Yuuki foi o primeiro que percebeu que o irmão estava apaixonado por Kotoko. Ele começa a sair com Konomi, quando está no ensino médio. Seu objetivo é administrar a companhia de seu pai.
Machiko Irie (入江 紀子, Irie Machiko)
Dubladora: Naoko Matsui
É a mãe super-controladora e ingênua de Naoki. Ela usa diversos disfarces durante o anime para espionar seus filhos e cria diversos planos para eles, pensando que, dessa forma, irá ajudá-los.
Shigeki Irie (入江 重樹, Irie Shigeki)
Dublador: Takashi Nagasako
É o pai de Naoki. Ele gerencia uma empresa de brinquedos. Certa vez, teve um ataque cardíaco, após ouvir que Naoki não queria herdar sua empresa. Mas, no final, ele aceita o fato de seu filho querer se tornar um médico.
Shigeo Aihara (相原重雄, Aihara Shigeo)
Dublador: Bin Shimada
É o pai de Kotoko. Ele é dono de um restaurante.
Chibi (小小)
É o cachorro da família. No mangá, Chibi foi dado a Yuuki de presente por uma colega de classe. Porém, no anime, ele pertence a Sudou e é um cão de guarda para sua casa de campo.

## Mídia

### Mangá
Escrita e ilustrada por Kaoru Tada, a série de mangá Itazura na Kiss, composta por 23 volumes, foi publicada entre outubro de 1991 e setembro de 1999 na revista  Margaret da Shueisha. Até 2009, mais de 30 milhões de cópias do mangá foram vendidas. Embora o mangá tenha se tornado um sucesso, ele nunca foi finalizado, devido a morte inesperada da autora por hemorragia cerebral. O acidente ocorreu após Tada bater a cabeça na mesa de mármore da sua casa. O marido da falecida artista, Shigeru Nishikawa, contou que, em janeiro de 1999, um mês antes do acidente fatal, Tada lhe disse que finalizaria o mangá naquele ano e lhe contou o enredo do capítulo final. A série então continuou a ser publicada com a permissão de Shigeru Nishikawa, tendo o final planejado pela artista mostrado pela primeira vez no anime.
Em 27 de janeiro de 2009, a Digital Manga Publishing anunciou a aquisição da licença para publicar Itazura na Kiss em inglês. A série seria publicada em 12 volumes; os dois primeiros foram agendados para novembro de 2009 e março de 2010, respectivamente.

### CD Drama
Um CD drama da série foi lançado entre 2005 e 2006.[carece de fontes?]

### Anime
Composto por 25 episódios, a adaptação em anime de Itazura na Kiss foi produzida pela TMS Entertainment e dirigida por Osamu Yamazaki. Ela foi ao ar no Japão entre 4 de abril e 25 de setembro de 2008 pelo canal TBS. A abertura do anime é "Kimi, Meguru, Boku" (キミ、メグル、ボク) por Motohiro Hata e os encerramentos são "Kataomoi Fighter" (片思いファイター) por GO!GO!7188 e "Jikan Yo Tomare" (時間よ止まれ) por Azu, com a participação de Seamo.
Em 7 de janeiro de 2009, foi lançado o álbum Itazura na Kiss Original Soundtrack and More ItaKiss Station (イタズラなKiss オリジナル・サウンドトラック&MORE イタキスSTATION CD), contendo 33 canções inclusas no anime e algumas inéditas. Em 18 de março de 2015, foi lançado o CD de compilação intitulado Itazura na Kiss Songs (イタズラなＫｉｓｓ Ｓｏｎｇｓ), contendo músicas do anime e das adaptações em séries de televisão. O CD inclui faixas produzidas por Shigeru Nishikawa e uma nova canção gravada junto com Yoshihito Onada, membro da sua banda de rock PRESENCE que foi desfeita em 1989, intitulada  "ANGEL RUSH ~Saikai no Uta~" (ANGEL RUSH〜再会の唄〜). A edição especial do CD inclui um cartão e cartas colecionáveis.

### TV Dramas
Em 1996, Itazura na Kiss foi adaptado em um drama de TV japonesa live-action, também intitulado de Itazura na Kiss. Ele foi transmitido de outubro a dezembro de 1996 e teve nove episódios. Essa versão não apresenta a vida de casado de Kotoko e Naoki.
Em 2005, a série de mangá teve adaptação em dramas taiwaneses, It Started With a Kiss e sua sequência They Kiss Again. Ambos foram estrelados por Ariel Lin como a ingênua Yuan Xiang Qin e Joe Cheng como o gênio Jiang Zhi Shu.
Em 2010, foi adaptado para uma série da Coreia do Sul, Playful Kiss. Ela foi estrelada por Kim Hyun Joong da banda SS501 como o perfeccionista Baek Seung Jo e Jung So Min como a desajeitada Oh Ha Ni.
Em 2013, uma nova versão japonesa foi lançada intitulada Mischievous Kiss: Love in Tokyo. Ele começou a ser transmitido em 29 de março pela Fuji TV. Com Miki Honoka interpretando Kotoko e Yuki Furukawa interpretando Naoki. Em 2014, o drama teve uma segunda temporada mostrando a vida de casados do personagens.
Em 2015, a versão tailandesa da trama foi lançada intitulada Kiss Me.
Em 2016, uma nova versão taiwanesa foi lançada com o título Miss In Kiss.

## Ligações Externas
- Website oficial do anime Arquivado em 15 de agosto de  2009, no Wayback Machine. (em japonês)
- Website oficial do mangá Arquivado em 20 de março de  2005, no Wayback Machine. (em japonês)
- Itazura na Kiss (anime) na enciclopédia do Anime News Network (em inglês)